# グンナル・グンナルソン
グンナル・グンナルソン（アイスランド語:Gunnar Gunnarsson、1889年5月18日 - 1975年11月21日）は、アイスランドの作家。

## 生涯
当時はデンマーク領のアイスランド東部の町フリョウツダールル（en:Fljótsdalur）の農家と牧師の家系に生まれる。1907年、18歳で作家になる決意をもってデンマークに渡り、ユトランドの名門アスコウ（en:Askov）の国民学校に入学した。1912年にコペンハーゲンで認められると次々とデンマーク語で作品を発表した。1939年に故郷のフリョウツダールルに戻り農業のかたわら文筆に励んだ。1948年にレイキャヴィークに移住した。1974年にもアイスランド大学から博士号が贈られた。晩年は自著のアイスランド語翻訳に力を注いでいる。

## 作品
グンナルソンの作品は40巻余りを数え、代表作はデンマークで暮らした30余年の間に創作されたもので、全てアイスランドの伝統と歴史を主題としている。
1930年代にはドイツでも評価されたが、ナチスにも悪用された。1936年にはクヌート・ハムスンと共にハイデルベルク大学から名誉博士号を贈られ1940年のデンマーク侵攻の数日前にはアドルフ・ヒトラーと面会している。
1918年、1921年、1922年、1955年、1960年、1961年にはノーベル文学賞の候補に挙がった。